# Koncovo
Koncovo, ukrajinsky Концово, maďarsky Koncháza, je část obce Cholmok, ve venkovské územní komunitě Cholmok, v okrese Užhorod, v Zakarpatské oblasti na Ukrajině.

## Historie
Do uzavření Trianonské smlouvy byla ves součástí Uherska, poté byla součástí Československa. V roce 1921 zde stálo 89 domů a žilo zde 485 obyvatel, z toho 1 Čechoslovák, 22 Rusínů a 451 Maďarů. Od roku 1938 byla ves (v důsledku první vídeňské arbitráže) součástí Maďarského království. Od roku 1945 byla součástí Ukrajinské sovětské socialistické republiky, která byla součástí SSSR. Od roku 1991 je součástí nezávislé Ukrajiny.